# Effet domino (Stargate)
Pour les articles homonymes, voir Effet domino (homonymie).
Effet domino est un épisode de la série télévisée Stargate SG-1. C'est le 13e épisode de la saison 9 et le 187e épisode de la série.

## Distribution
- Ben Browder : Cameron Mitchell
- Amanda Tapping : Samantha Carter
- Christopher Judge : Teal'c
- Michael Shanks : Daniel Jackson
- Beau Bridges : Hank Landry
- Teryl Rothery : Janet Fraiser
- J. R. Bourne : Martouf

## Scénario
Alors que SG-1 revient au SGC, soudain Daniel parle d'Amaterasu à la place de Ba'al et lui annonce que Jacob est en vie (alors qu'il est mort un an et demi plus tôt). Il leur annonce aussi qu'ils avaient visité la planète PX7-455 alors que ce n'était pas la planète qu'ils devaient visiter.
Soudain, SG-1 arrive par la porte des étoiles.
Les deux équipes ont le même ADN, mais il semble que la première soit une fausse SG-1 car leurs dires diffèrent des vrais faits qui sont arrivés ces dernières années. Carter explique qu'il existe d'infinies réalités parallèles, et qu'il se peut que l'autre SG-1 viennent d'un univers parallèle. Il semble par ailleurs que dans l'univers d'où vienne la première équipe Carter soit mariée. Les deux Carter comprennent qu'en fait il s'agit d'un trou noir qui a traversé la Porte des étoiles.
Soudain, une nouvelle équipe SG-1 arrive par la porte des étoiles, elle aussi composée de Carter, Mitchell, Daniel et Teal'c. Bientôt, il y a 18 SG-1, dont l'une comporte Daniel, Mitchell, et… Martouf et Janet Fraiser, morts tous deux dans cet univers. Teal'c et Daniel sont très émus en la voyant, et elle leur explique que dans son monde les Oris ont propagé un virus sur terre et qu'elle doit retourner sur terre le vaccin. De leur côté, toutes les Samantha Carter de tous les univers travaillent sur le problème, notamment celle de cet univers et la première qui est arrivée. Martouf informe Carter que dans son univers ils ont été ensemble avant de se quitter.
Les Asgards viennent afin de les aider à larguer une très puissante bombe dans le trou noir. Cependant les SG-1 des autres univers ne peuvent pas rentrer dans leurs univers. Janet vient voir Hank Landry pour lui demander de les laisser ramener dans les mondes le vaccin qui permettrait de soigner tous les univers, mais il refuse, préférant sauver d'abord son univers.
L'équipe SG-1 de cet univers et la première équipe arrivée d'un univers parallèle s'occupent ensemble de la mission. Cependant, cette seconde équipe se prépare à les trahir. Ils récoltent des armes et prennent le contrôle du vaisseau car ils veulent aller sur Atlantis. Teal'c propose alors de préparer un plan, en anticipant leurs réactions… L'autre Mitchell vient parler à celui de cet univers pour lui expliquer qu'il doit prendre l'E2PZ de l'Atlantis de cet univers car le leur est à sec. Ils savent aussi comment rentrer, car ils avaient tout prévu pour se retrouver dans cette situation. Ils parviennent à s'échapper, et se rendent compte que le Mitchell qui est revenu avec eux n'est pas le vrai. Ils neutralisent les autres eux et les emprisonnent là où ils étaient. Ils reviennent alors sur terre, sachant comment renvoyer les anciennes équipes sur terre.
Ils renvoient dans leur univers l'équipe qui avait tenté de les piéger, et l'autre Mitchell dit à celui de cet univers qu'il n'a qu'à "couper le vert". La dernière équipe, celle de Martouf et Janet, part enfin. Cette dernière confie à Carter qu'elle a quitté SG-1 dans leur réalité à cause d'un congé maternité. Le SGC donne à Fraiser le vaccin tant demandé, et Daniel, Teal'c et Samantha font des adieux émus à Fraiser, et Carter fait les siens à Martouf.